# Axel Ekman
Axel Ekman (i riksdagen kallad Ekman i Finspång), född 2 augusti 1869 i Risinge församling i Östergötlands län, död 11 december 1939 i Oscars församling i Stockholm, var en svensk godsägare, politiker (liberal) och landshövding.

## Biografi
Ekman till hörde handelssläkten Ekman från Göteborg. Han var son till bruksägaren och riksdagsmannen Carl Edvard Ekman och svärson till greven och riksdagsmannen Philip Klingspor, genom giftermål 10 juli 1895 med Marianne, född Klingspor (1872–1957).
Axel Ekman var verkställande direktör för Finspongs styckebruk 1893–1917 och var därefter landshövding i Skaraborgs län 1917–1935. Han var också kommunalt aktiv i Risinge där han bland annat var kommunalnämndens ordförande.
Ekman var riksdagsledamot i andra kammaren 1903–1917, fram till 1911 för Finspånga läns domsagas valkrets och från 1912 för Östergötlands läns norra valkrets. Som kandidat för Frisinnade landsföreningen tillhörde han dess riksdagsparti Liberala samlingspartiet. I riksdagen, där han bland annat var vice ordförande i statsutskottet 1912–1913 samt 1914–1917, arbetade han inte minst med finanspolitik men även skogsfrågor. I egenskap av landshövding närvarade han vid första Dam-SM i friidrott i Lidköping 1927.
Ekman blev medlem i Götiska förbundet 1933, som hedersordförande i Afzeliuslogen. 1922 blev han ledamot av Lantbruksakademien.
Axel Ekman ärvde Kilanda säteri efter sin far. Efter att hans änka hade dött 1957, såldes det året efter ur släkten, som då hade ägt det i 160 år.
Axel Ekman och hans hustru Marianne Ekman är gravsatta på den Ekmanska gravplatsen vid Kilanda kyrka.

## Utmärkelser
- Konung Gustaf V:s jubileumsminnestecken med anledning av 70-årsdagen, 1928.[7]
- Kommendör med stora korset av Nordstjärneorden, 6 juni 1927.[8]
- Kommendör av första klassen av Nordstjärneorden, 18 december 1920.[9]
- Riddare av Nordstjärneorden, 1908.[10]
- Kommendör av första klassen av Vasaorden, 28 maj 1919.[11]
- Kommendör av andra klassen av Vasaorden, 6 juni 1913.[12]
- Illis quorum meruere labores, 1912.[13]
- Storkorset av Danska Dannebrogorden, tidigast 1931 och senast 1935.[7][14]
- Riddare av Danska Dannebrogorden, senast 1915.[15]